# Futbol'nyj Klub Torpedo Taganrog
Il Futbol'nyj Klub Torpedo Taganrog (in russo: Футбольный Клуб Торпедо Таганрог) è stata una società calcistica russa con sede a Taganrog.

## Storia
Nota tra il 1925 e il 1935 col nome di Artëma, tra il 1936 e il 1946 cambiò nome in Zenit, partecipando per la prima volta ad una competizione nazionale (la Coppa dell'Unione Sovietica; fino al 1947 partecipò esclusivamente alla Coppa nazionale sovietica.
Dal 1946 cambiò nome in Traktor e nel 1948 partecipò per la prima volta al campionato nazionale, in particolare alla Vtoraja Gruppa 1948, seconda divisione; prese parte anche al torneo successivo, ma in seguito tornò alle competizioni regionali. Dal 1953 prese la denominazione finale di Torpedo.
Nel 1956 tornò in seconda serie, nel frattempo nota come Klass B. Pur navigando sempre nelle prime posizioni, non riuscì ad ottenere la promozione in massima serie; anzi, nel 1962, con la riforma dei campionati, fu collocato in terza serie. Solo nel 1968 tornò in seconda serie, categoria che per altro perse l'anno successivo per la nuova riforma dei campionati sovietici.
Dal 1970 in poi partecipò sempre alla terza serie, fino a quando la nuova riforma dei campionati alla fine della stagione 1989 la costrinse ad una nuova retrocessione, stavolta in quarta serie. Vinse, però, subito il proprio girone, tornando subito in terza serie, partecipando così all'ultima stagione di Vtoraja Liga. nella coppa nazionale, il massimo risultato fu il raggiungimento degli ottavi di finale nell'edizione del 1962.
Con il dissolvimento dell'Unione Sovietica fu subito collocato nella seconda serie russa; vi rimase solo due stagioni dato che al termine della stagione 1993, con la nuova riforma dei campionati il tredicesimo posto finale comportò la retrocessione della squadra. Dopo 7 stagioni in terza serie il club retrocesse alla fine della stagione 2000. Quattro anni più tardi il club fallì.
Il suo posto come club rappresentante di Taganrog fu preso due anni dopo dal Taganrog.

## Palmarès

### Competizioni nazionali
- Vtoraja Nizšaja Liga: 1

1990 (girone 4)

### Altri piazzamenti
- Vtoroj divizion:

Terzo posto: 1995 (Girone Ovest), 1996 (Girone Ovest)